# Клистен (Сикион)
 Тази статия е за Клистен от Сикион.  За атинянина вижте Клистен.  
Клистен Стари или Клейстен (Kleisthenes, Clisthenes) от рода на Ортагоридите е тиран на Сикион на Пелопонес от 600 пр.н.е. до 570 пр.н.е.
Той е баща на Агариста и дядо на атинския реформатор Клистен от фамилията на Алкмеонидите, и на Хипократ, който е дядо на атинския политик Перикъл.
Малко след като той поема управлението на Сикион, започва т. нар. Първа свещена война (595 – 585 пр.н.е.). Той влиза в образувания съюз Амфиктиония, който трябва да пази Делфи.
През 582 пр.н.е. Клистен печели състезанието с колесници в Питийските игри.
Той води война против Аргос. Умира между 570 пр.н.е. и 545 пр.н.е